# Tully Marshall
Tully Marshall, eg. William Phillips, född 10 april 1864 i Nevada City, Kalifornien,  död 10 mars 1943 i Encino, Kalifornien, var en amerikansk skådespelare, som började inom teatern 1883, och kom 1887 till Broadway, sitt genombrott inom filmen kom i rollen som babylonisk överstepräst i Intolerance. Han var gift med skådespelerskan Marion Fairfax.

## Filmografi i urval
- 1916 – Intolerance
- 1923 – The Covered Wagon
- 1923 – Ringaren i Notre Dame
- 1926 – Virveln
- 1927 – En fasansfull natt
- 1928 – Klondyke
- 1930 – Tom Sawyers äventyr
- 1932 – Taifun
- 1932 – Arsène Lupin
- 1932 – Grand Hotel
- 1943 – Behind Prison Walls